# Oleg Pavlovič Nikolaevskij
Oleg Pavlovič Nikolaevskij (Ekaterinburg, 16 novembre 1922 – Ekaterinburg, 8 marzo 1998) è stato un regista sovietico.

## Filmografia parziale

### Regista
- Sled v okeane (1964)
- Trembita (1968)
- Surovye kilometry (1969)
- Smelogo pulja boitsja, ili Miška prinimaet boj (1970)
- Samyj sil'nyj (1973)
- Vstretimsja u fontana (1976)